# Classe FREMM
FREMM (dall'Italiano Fregate europee multi-missione o dal francese Frégates européennes multi-missions), è la sigla che identifica una nuova generazione di fregate, denominate in Francia classe Aquitaine e in Italia classe Bergamini, frutto di un progetto congiunto tra Italia, tramite Orizzonte Sistemi Navali (Società di ingegneria navale, costituita da Fincantieri e da Finmeccanica, rinominata Leonardo dal 2017) e Francia, tramite Armaris (costituita da DCNS, rinominata Naval Group dal 2017, e Thales). Il progetto FREMM segue la logica di collaborazione tra le industrie della difesa italiane e francesi già sperimentata con la realizzazione del programma Orizzonte. La prima unità di questo tipo, l'Aquitaine, è stata varata il 4 maggio 2010 ed è entrata in servizio nel 2012. La prima della classe Bergamini, la fregata Carlo Bergamini, è stata varata il 16 luglio 2011 nel cantiere navale di Riva Trigoso e consegnata alla Marina Militare il 14 luglio 2012.
La United States Navy ha selezionato una variante della classe FREMM italiana per una nuova classe di fregate, la classe Constellation, costruita da Fincantieri Marinette Marine (FMM) e con un fabbisogno totale stimato in venti unità. Il progetto, più volte rimaneggiato, risulta tuttavia radicalmente diverso da quello delle FREMM originarie.

## Costruzione
A partire dal 2010 il programma darà origine a 12 unità per la Marina Militare in sostituzione delle fregate delle classi Lupo e Maestrale (queste ultime derivate dalle prime) e 11 unità per la marina francese in sostituzione delle fregate delle classi Tourville, Georges Leygues e Cassard. Gli ordini saranno suddivisi in 4 ASW + 6 GP +2 EVO per l'Italia e in 9 ASW + 2 AA (versione FREDA) per la Francia. Inizialmente la Francia aveva programmato 6 ulteriori unità per sostituire anche le ultime corvette classe A 69 ma, per problemi di bilancio, queste sono state cancellate. In Italia la legge finanziaria 2006 ha previsto stanziamenti idonei all'avvio del programma per la costruzione delle prime due fregate. Le FREMM sono il più importante programma militare in ambito navale mai costituito tra partner europei e prevede un impegno finanziario complessivo di 11 miliardi di euro, dei quali 6,5 a carico della Francia e 4,5 a carico dell'Italia.
La legge finanziaria 2007 ha inoltre finanziato, tramite bilancio ordinario della Difesa e contributi straordinari MSE, ulteriori quattro unità: salgono quindi a sei le navi già finanziate. Nell'autunno 2010 sono stati avviati i lavori di costruzione della terza FREMM italiana. Le prime tre unità avranno rispettivamente nome Carlo Bergamini, Virginio Fasan e Carlo Margottini, rispettivamente un ammiraglio, un sottufficiale (motorista) ed un capitano di vascello della Regia Marina durante la seconda guerra mondiale, decorati di medaglia d'oro al valor militare. I lavori sono stati avviati nei cantieri di Riva Trigoso e Muggiano. Nella seconda metà del 2013 è stata esercitata l'opzione per la quarta coppia di FREMM, per un totale quindi di otto navi già finanziate. Il 5 giugno 2014 è stata infine avviata la costruzione della settima fregata.
Per le unità italiane, la Marina Militare si è riservata l'opzione di montare un'ulteriore turbina a gas (TAG) per portare la velocità di punta a 32/33 nodi e per poter fornire una migliore scorta alle unità maggiori, come il Cavour.
Le prime otto navi per la Marine nationale riceveranno i nomi: Aquitaine, Normandie, Provence, Bretagne, Auvergne, Languedoc, Alsace e Lorraine. L'Aquitaine è stata varata il 4 maggio 2010. La Marine nationale le designa come fregate di primo rango e quindi le contraddistingue con il distintivo ottico "D".

### Esportazioni
Una unità in versione ASW è stata venduta nel 2007 dalla Francia al Marocco ed è stata consegnata nel 2014, il nome Mohammed VI (F 701)
Una seconda unità è stata venduta nel 2015 dalla Francia all'Egitto, si tratta della Tahya Misr (FFG-1001), ex Normandie (D 651). La Marina Egiziana ha ordinato anche 2 fregate FREMM italiane nel 2020. Tra il dicembre 2020 e l'aprile 2021 sono state consegnate all'Egitto la Al-Galala (FFG-1002), ex Spartaco Schergat (F 598), e la Bernees (FFG-1003), ex Emilio Bianchi (F 599).
Il 30 aprile 2020, la US Navy ha annunciato l'aggiudicazione a Fincantieri del contratto, dal valore di 795 milioni di dollari, per la realizzazione della prima fregata del programma FFG(X), che la società costruirà nei cantieri di Marinette, nel Wisconsin. Le unità di questo programma, che andranno a costituire all'interno della flotta della Marina Militare degli Stati Uniti la classe Constellation, sono delle versioni riadattate della nave classe FREMM italiana. Il contratto iniziale prevede un'opzione per l'acquisto di ulteriori nove unità.
Il 10 giugno 2021 Fincantieri e il Ministero della difesa dell'Indonesia hanno firmato un contratto per l'acquisto di 6 fregate classe FREMM, l'ammodernamento e la vendita di due fregate classe Maestrale (che Fincantieri acquisirà una volta che verranno dismesse dalla Marina Militare Italiana) e il relativo supporto tecnico.
Le unità della classe FREMM sono state invece offerte, senza successo, anche ad altri Paesi quali: Canada, Australia e Brasile, mentre è in trattativa la fornitura alla Norvegia di 5 fregate derivate dalla variante Constellation e, in versione Constellation "leggera", 7 alla Grecia 

## Caratteristiche generali
Le fregate sono realizzate in diverse versioni: lotta antisommergibile (ASW - Anti Submarine Warfare), multiruolo (General Purpose) per l'attacco al suolo in profondità e il bombardamento controcosta in appoggio alle forze da sbarco, ed infine antiaerea (FREDA) solo per la Marine nationale. Tutte le versioni dispongono di un sistema di autodifesa antiaerea (AAW - Anti Air Warfare) basato sul missile Aster 15; tutte le unità italiane e le FREDA francesi avranno anche missili superficie/aria MBDA Aster 30 per la difesa antiaerea d'area. Tutte avranno un sistema di difesa antinave (ASuW - Anti Surface Warfare), basato sul missile Teseo/OTOMAT per le navi italiane e sul missile Exocet per quelle francesi.
L'ultima versione è ASW Enhanced, una nuova configurazione che combina il design dello scafo e delle sovrastrutture e la suite di missione nella configurazione General Purpose con la suite di guerra antisom.
Tutte le unità sono dotate di eliche di manovra prodiere della potenza di 1 MW, che velocizza di molto le accostate e ne agevola le manovre in spazi ristretti, ed utilizzabile anche come propulsore ausiliario in grado di generare 7 nodi di velocità massima; le navi sono inoltre progettate in classe RINA con specifiche militari (RINAMIL for FREMM ed. 2006) e rispettano le norme antinquinamento marino MARPOL. I due timoni, fuori asse rispetto alle eliche, non sono verticali ma inclinati di 9° in modo da fungere anche da alette stabilizzatrici.
Le navi erano originariamente programmate per ospitare fino a 165 membri dell'equipaggio, ma l'utilizzo di uno spazio a prora destinato ad ospitare missili a lunga gittata ha permesso, alle navi italiane, di ampliare i posti fino a 200, dei quali 23 destinati alla gestione degli elicotteri, 131 (GP) o 133 (ASW) al governo della nave in tabella base ed altri 34 in tabella allargata per periodi di operatività prolungata, posti a disposizione anche per eventuale staff di comando aggiuntivo o per nuclei di forze speciali o fucilieri di marina imbarcati in aggiunta agli ultimi 12 posti ancora disponibili.
Entrambe le versioni possono lanciare dei gommoni da 7 e 11 m con una gru, mentre a poppa sotto il ponte elicotteri è stato ricavato uno spazio sfruttato in modo diverso a seconda delle versioni: la ASW ospita il sonar filabile rimorchiato, mentre la GP alloca una slitta dalla quale lanciare imbarcazioni RHIB (semirigidi gonfiabili) utilizzate dal Comsubin per le operazioni speciali.

### Versioni italiane

#### Elettronica delle FREMM italiane
Il Sistema di Combattimento delle FREMM italiane è gestito dal sistema CMS (Combat Management System) ATHENA-I, sviluppato da Selex ES (Leonardo dal 2017). Il sistema missilistico antiaereo è basato sul SAAM-ESD (Extended Self Defence, in luogo dell'inizialmente previsto SAAM-IT, che avrebbe dovuto disporre solo degli Aster 15) per la gestione dei missili, cui è associato il radar multifunzionale attivo 3D EMPAR (SPY-790), sensore principale del sistema. Il sistema dispone di una centrale secondaria in grado di subentrare in caso di distruzione o avaria del sistema principale. A differenza del sistema imbarcato sulle FREMM francesi (SAAM-FR), avente solo capacità di autodifesa grazie ai missili Aster 15, tutte le FREMM italiane dispongono di una capacità di difesa d'area, grazie alla possibilità di utilizzare anche gli Aster 30. Altri sensori sono il radar di scoperta di superficie RASS (RAN30 X/I) in banda E/F della Selex, radar di navigazione a bassa probabilità di intercettazione LPI SPN-730 / Selex SPN 753(V) 4 in banda I, il sistema di scoperta IR SASS Galileo, due sistemi di puntamento multisensore (radar ed elettro-ottico) MSTIS NA 25X (RTN-30X), radar per appontaggio elicotteri, sistema IFF SIR-M5 Pa. Le unità dispongono di sistema comunicazione Datalink Link 11,16 e 22 M-DLP e di sistema comunicazioni satellitare SATCOM. Sonar attivo montato sul bulbo Thales 4110CL dotato di sistema di scoperta mine e telefono subacqueo, con trasduttore WASS del peso di 9 tonnellate metriche ed è composto da 500 idrofoni. Tutte dispongono di sonar anti-mine WASS SNA-2000-I. Le quattro FREMM ASW e le due GP+ dispongono anche di echo sounder SeaBeam 3050 multibeam, della L-3 ELAC Nautik e sono dotate anche di un sonar attivo rimorchiato a profondità variabile (VDS) Thales 4249 a bassa frequenza.

#### Armamento versione antisom italiana
- 2 lanciatori verticali (VLS) in moduli da 8 celle ciascuno del tipo Sylver A-50 per i missili superficie/aria MBDA Aster 15 per la difesa antiaerea a corto raggio (AAW) e per missili superficie/aria MBDA Aster 30 per la difesa antiaerea d'area, nonché compatibili con i futuri ATBM Block 1 NT e Block 2
- predisposizione per l'installazione di ulteriori 2 lanciatori verticali (VLS) in moduli da 8 celle ciascuno del tipo Sylver A-70 per il missile da crociera superficie/superficie a lungo raggio MBDA Scalp Naval (comunque compatibili anche con missili Aster 15 e 30)
- 8 lanciatori per missili antinave a lungo raggio del tipo MBDA Teseo Mk2 Block IV e del sistema combinato missile/siluro a medio raggio tipo MBDA Milas per la lotta antisommergibile per la versione Italiana o del solo missile a lungo raggio per la lotta antinave MBDA Exocet MM40 Block 3/3c per la versione Francese.
- 2 sistemi lanciasiluri trinati da 324 mm per siluri MU 90[29] con sistema di caricamento automatico interno.
- 2 cannoni del tipo Oto Melara 76/62 mm super rapido double feeding Davide/Strales con capacità di utilizzo della munizione guidata DART in funzione antimissile (la versione francese imbarcherà un solo pezzo, priva del sistema Davide).
- 2 lanciarazzi Oto Melara SCLAR-H DLS
- 2 sistemi anti-siluro SLAT
- 2 pezzi Oto Melara / Oerlikon KBA da 25/80 mm
- 2 elicotteri NH90 o EH101

#### Armamento versione multiruolo italiana

Utilizzatori delle fregate di classe FREMM.

- 2 lanciatori verticali (VLS) in moduli da 8 celle ciascuno del tipo Sylver A-50 (compatibili anche con missili Aster 15 e 30) per missili superficie/aria MBDA Aster 15 per la difesa antiaerea a corto raggio (AAW) o per missili superficie/aria MBDA Aster 30 per la difesa antiaerea d'area.
- predisposizione per l'installazione di ulteriori 2 lanciatori verticali (VLS) in moduli da 8 celle ciascuno del tipo Sylver A-70 per il missile da crociera superficie/superficie a lungo raggio MBDA Scalp Naval (comunque compatibili anche con missili Aster 15 e 30)
- 8 lanciatori per missili antinave impiegabili anche per obiettivi terrestri MBDA Teseo Mk2\A per la versione Italiana o del missile a lungo raggio per la lotta antinave MBDA Exocet MM40 Block 3 per la versione Francese
- 2 sistemi lanciasiluri B515 trinati da 324 mm per siluri MU 90 con sistema di caricamento semi-automatico, interno
- 1 cannone del tipo Oto Melara 76/62 mm super rapido double feeding Davide/Strales con capacità di utilizzo della munizione guidata DART[31] in funzione antimissile. La versione italiana lo monterà a poppa sopra l'hangar mentre quella francese (comunque priva del sistema Davide) a prua.
- 1 cannone del tipo Oto Melara 127/64 mm LW con capacità di utilizzo della munizione guidata tiro di precisione contro bersagli terrestri e navali. Il cannone, avente capacità AAW, ASuW ed NSFS, è equipaggiato con un magazzino automatico di rifornimento contenente 350 proiettili, oltre ai 56 in torre. Cannone presente solo nella versione italiana.
- 2 lanciarazzi Oto Melara SCLAR-H DLS (sulle ultime tre unità sarà installato il nuovo sistema integrato di contromisure AAW e ASW OTO Melara ODLS-20)
- 2 pezzi Oto Melara / Oerlikon KBA da 25/80 mm
- 2 elicotteri tipo NH90 o EH101 o una combinazione di entrambi gli elicotteri

Le FREMM italiane avranno tutte una capacità di difesa aerea di area, grazie all'EMPAR attivo e allo specifico sistema di combattimento SAAM-ESD. Un'analoga capacità sarà presente sulle FREMM francesi solamente sulle due FREDA.

### Versioni francesi
Caratteristiche fisiche

Profilo e pianta della versione francese

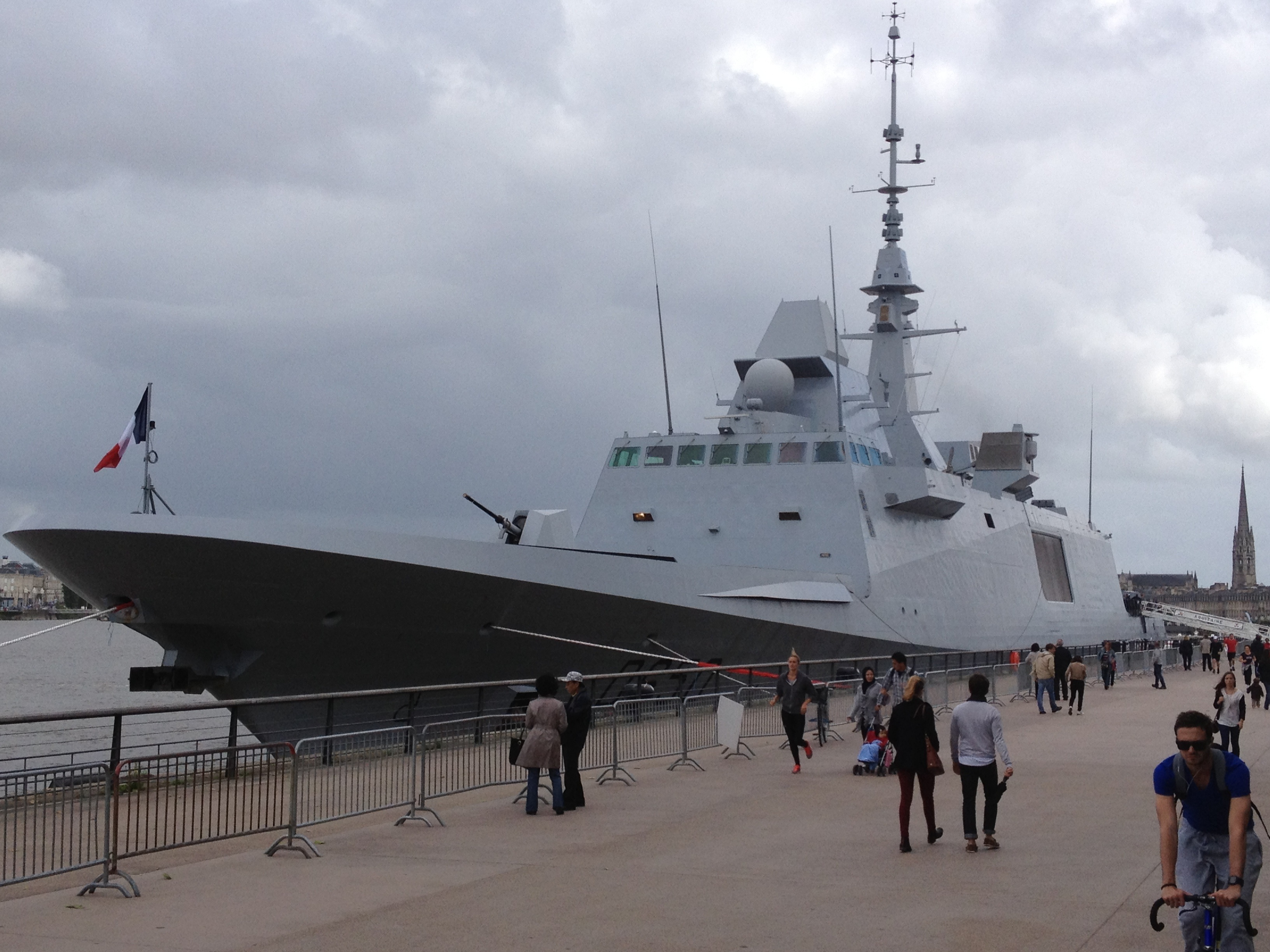
La FREMM francese Aquitaine a Bordeaux nel giugno 2013.

- Lunghezza fuori tutto: 142 metri circa
- Larghezza fuori tutto: 20 metri circa
- Dislocamento: 6.000 tonnellate circa
- Equipaggio: 108 uomini

Prestazioni tattiche
- Raggio d'azione: 6.000 miglia nautiche
- Velocità massima: 27 nodi
- Autonomia: 45 giorni

Equipaggiamenti e sistemi d'arma
- Radar multifunzione Herakles
- Sistema di controllo panoramico a infrarossi
- Sistema di guerra elettronica di ultima generazione
- Condotta di tiro optronica
- Sonar di scafo
- Sonar rimorchiato sulla versione ASM
- Sistema di comunicazioni: connessioni di dati tattici, comunicazioni radio e via satellite
- 16 missili di difesa antiaerea Aster 15, 2 lanciatori Sylver A-43 sulla versione ASM
- 32 missili di difesa antiaerea Aster 15 e 30, 4 lanciatori Sylver A-50 sulla versione FREDA
- 16 missili di crociera navale MdCN, 2 lanciatori Sylver A-70 sulla versione ASM
- 8 missili Exocet MM40 B3
- 19 siluri MU90
- 1 cannone da 76 mm OTO Melara 76/62 Super Rapido
- Mezzi di autodifesa: guerra elettronica, lancia-flare anti-missili e anti-siluri
- Elicottero imbarcato: NH 90 Caïman Marine
- Capacità di imbarco di un'imbarcazione per un commando
- Artiglieria di piccolo calibro: 2 mitragliatrici da 12,7 mm e 2 cannoni teleoperati Nexter NARWHAL da 20 mm

In corsivo le differenze tra le versioni ASM e FREDA.

## Le unità

### Italia
Marina Militare - classe Bergamini

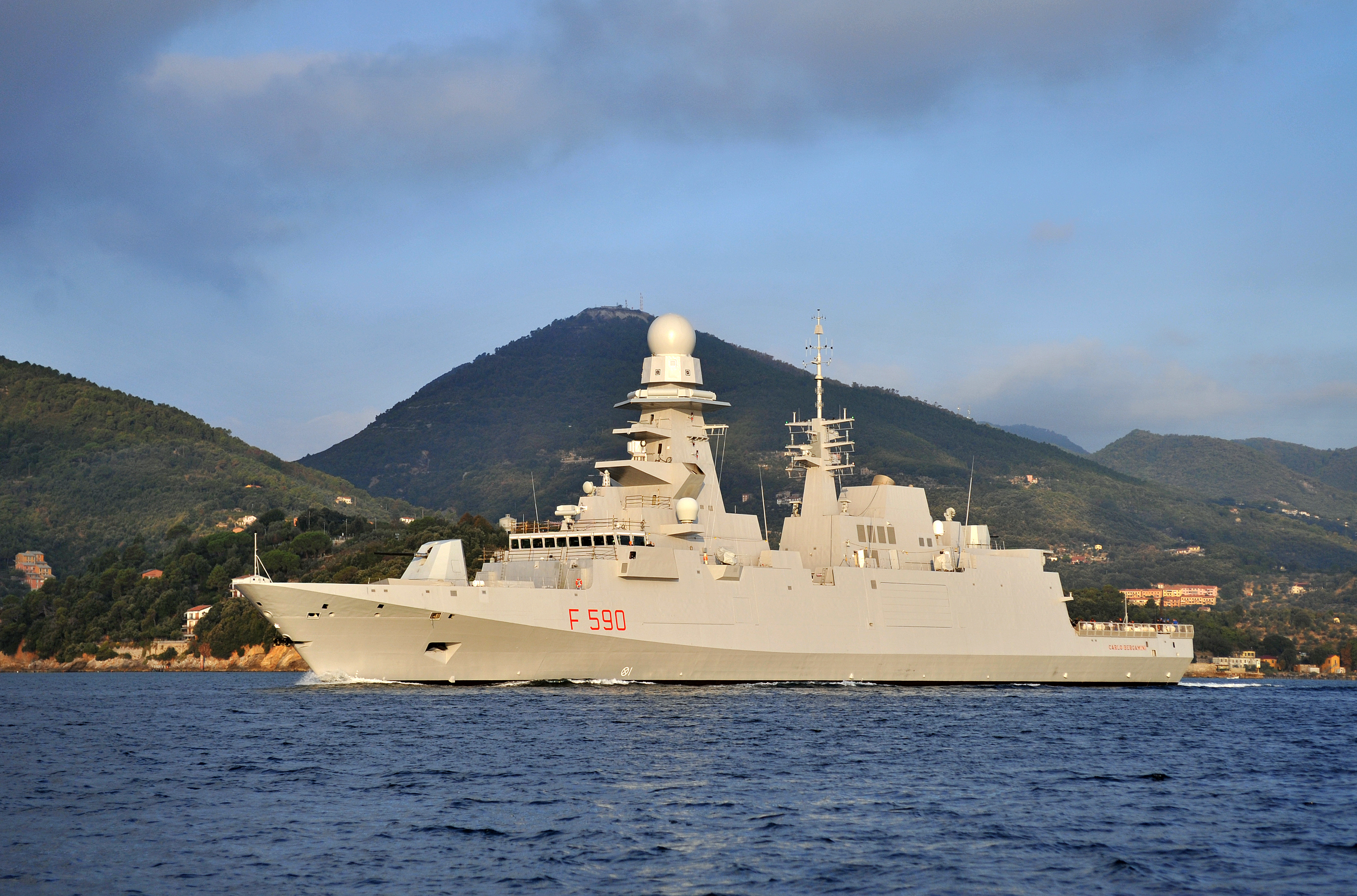
La fregata Bergamini alla sua prima uscita in mare.

Il 16 luglio 2011 è stata varata presso lo stabilimento della Fincantieri di Riva Trigoso, la prima unità del programma FREMM. Alla cerimonia sono intervenuti il Sottosegretario di Stato alla Difesa, onorevole Giuseppe Cossiga, il capo di stato maggiore della Difesa, Generale Biagio Abrate e il capo di stato maggiore della Marina, ammiraglio di squadra Bruno Branciforte. Madrina del varo è stata Maria Bergamini-Roedler, nipote dell'ammiraglio Carlo Bergamini. A fare gli onori di casa Giuseppe Bono e Corrado Antonini, rispettivamente amministratore delegato e presidente di Fincantieri.
Il 31 marzo 2012 è stata varata la fregata Virginio Fasan, la prima unità in configurazione antisom e il 29 giugno 2013 è stata varata la fregata Carlo Margottini.
Con la legge di bilancio 2013 è stata garantita la totale copertura finanziaria (circa 800 milioni di Euro) per la quinta e sesta FREMM, prima solo parziale. Inoltre, con la stessa legge, sono stati previsti i fondi necessari (sugli esercizi 2016-2019) per il finanziamento del proseguimento del programma (circa 1.200 milioni di Euro) che, tradotto, significa il finanziamento della settima ed ottava FREMM, il cui contratto con OCCAR dovrebbe essere stato sottoscritto nell'autunno 2013, con qualche mese di ritardo rispetto al termine ultimo per esercitare l'opzione per la quarta coppia di unità. Tale ritardo è da imputarsi al periodo di incertezza politica seguito alle elezioni del 2013. La Marina Militare Italiana conferma e ribadisce l'esigenza di arrivare ad ottenere tutte le 10 FREMM programmate.
Il 29 marzo 2014, nel bicentenario della fondazione dell'Arma dei Carabinieri, la F 593 Carabiniere è stata varata nei Cantiere navale di Riva Trigoso, Liliana D'Acquisto, nipote di Salvo D'Acquisto è stata madrina della cerimonia. Il 16 aprile 2015 la Marina Militare Italiana ha ordinato le due ultime FREMM concludendo così il programma. Il 19 dicembre 2015 è stata varata la sesta unità della classe, la fregata Luigi Rizzo; madrina del varo è stata Maria Guglielmina Rizzo, figlia dell'eroe M.O.V.M. Luigi Rizzo. La settima unità, Federico Martinengo, è stata varata il 4 marzo 2017 sempre a Riva Trigoso; la nave prende il nome dal contrammiraglio Federico Martinengo, medaglia d'oro e d'argento al valor militare. Madrina della nave la signora Mina De Caro, vedova del capitano di vascello Giuseppe Porcelli, comandante della fregata Scirocco.
Il 3 marzo 2018 è stata varata a Riva Trigoso l'ottava fregata Antonio Marceglia; madrina del varo è stata la signora Silvia Marceglia, nipote della medaglia d’oro al valor militare Antonio Marceglia.
Il 26 gennaio 2019 è stata varata a Riva Trigoso la nona fregata Spartaco Schergat; madrina del varo è stata la signora Anna Rosa Aonzo Grillo, figlia della Medaglia d’oro al Valor Militare Giuseppe Aonzo.
Le ultime due navi costruite, Spartaco Schergat ed Emilio Bianchi, nel 2020 sono state cedute alla Marina egiziana.. La decisione della cessione è stata criticata dal comandante della Squadra Navale, l'ammiraglio Paolo Treu
Entrambe le navi sono state sostituite da altre 2 FREMM, facendo slittare di fatto il completamento della commessa al 2025.
| Distintivo ottico | Nome                | Tipo             | Cantiere     | Impostazione      | Varo             | Entrata in servizio                     | Base      |
| ----------------- | ------------------- | ---------------- | ------------ | ----------------- | ---------------- | --------------------------------------- | --------- |
| F 590             | Carlo Bergamini     | multiruolo       | Riva Trigoso | 4 febbraio 2008   | 16 luglio 2011   | 29 maggio 2013                          | Taranto   |
| F 591             | Virginio Fasan      | antisommergibile | Riva Trigoso | 12 settembre 2009 | 31 marzo 2012    | 19 dicembre 2013                        | La Spezia |
| F 592             | Carlo Margottini    | antisommergibile | Riva Trigoso | 21 aprile 2010    | 29 giugno 2013   | 27 febbraio 2014                        | La Spezia |
| F 593             | Carabiniere         | antisommergibile | Riva Trigoso | 6 aprile 2011     | 29 marzo 2014    | 28 aprile 2015                          | Taranto   |
| F 594             | Alpino              | antisommergibile | Riva Trigoso | 23 febbraio 2012  | 13 dicembre 2014 | 30 settembre 2016                       | Taranto   |
| F 595             | Luigi Rizzo         | multiruolo       | Riva Trigoso | 5 marzo 2013      | 19 dicembre 2015 | 20 aprile 2017                          | La Spezia |
| F 596             | Federico Martinengo | multiruolo       | Riva Trigoso | 5 giugno 2014     | 4 marzo 2017     | 24 aprile 2018                          | Taranto   |
| F 597             | Antonio Marceglia   | multiruolo       | Riva Trigoso | 12 luglio 2015    | 3 febbraio 2018  | 16 aprile 2019                          | La Spezia |
| F 598             | Spartaco Schergat   | multiruolo +     | Riva Trigoso | 13 luglio 2021    | 24 novembre 2023 | 15 aprile 2025                          | Taranto   |
| F 599             | Emilio Bianchi      | multiruolo +     | Riva Trigoso | 10 dicembre 2021  | 25 maggio 2024   | 30 luglio 2025                          |           |
| F                 |                     | FREMM EVO        | Riva Trigoso | 8 luglio 2025     |                  | Programmata nel 2029 dal DPP 2023-2025. |           |
| F                 |                     | FREMM EVO        | Riva Trigoso | 2026              |                  | Programmata nel 2030 dal DPP 2023-2025  |           |

### Francia
Marine nationale - classe Aquitaine

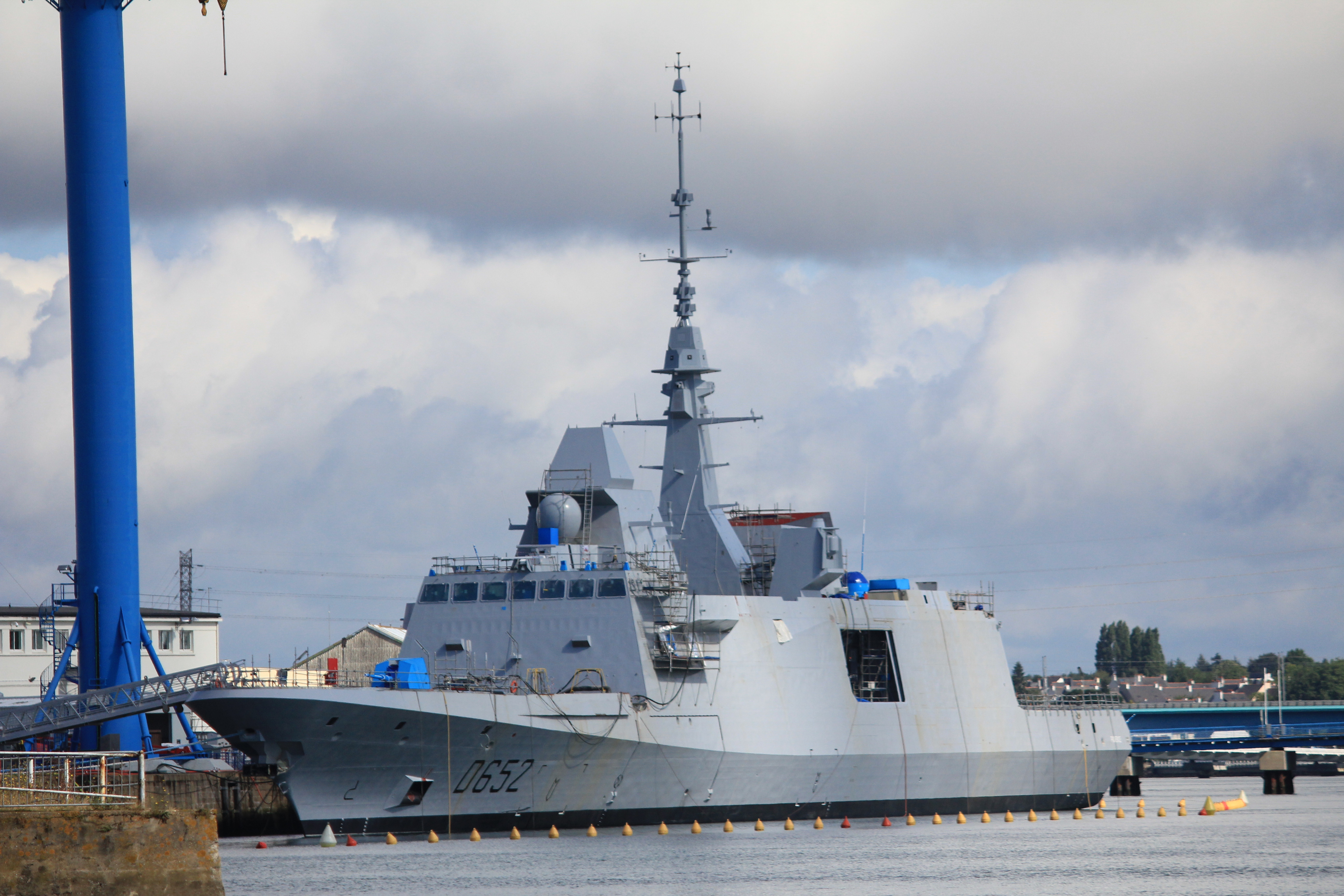
La FREMM francese Provence a Lorient nell'agosto 2014.

Con le FREMM la Marine nationale prevede di sostituire tre classi di navi: le 6 ASM sostituiranno le 10 navi ASM della classe Tourville (3 type F67 ASM) e della classe Georges Leygues (7 type F70 ASM) e le due FREMM DA sostituiranno le due navi antiaeree della classe Cassard (2 type F70 FAA).
Inizialmente il governo francese prevedeva di acquisire 17 FREMM (8 ASM e 9 AVT).
Il 9 ottobre 2009, il ministro della difesa francese annuncia la riduzione del programma a 11 FREMM (9 ASM e 2 FREMM DA).
Nel 2015 il programma è ridotto a 8 FREMM (6 ASM e 2 FREMM DA), le 3 FREMM ASM non ordinate verranno compensate dall'ordine di 5 Frégates de taille intermédiaire che andranno a sostituire le 5 fregate classe La Fayette.
La seconda FREMM francese, la Normandie (D 651), già costruita per la Marine nationale, è stata ceduta all'Egitto nel 2015 giusto prima di essere completata ed è stata ribattezzata Tahya Misr. L'ordine delle navi risulta quindi modificato, la Normandie sarà l'ultima ASM, ovvero la terzultima FREMM del programma francese.
Le due ultime FREMM ASM (Bretagne e Normandie) sono state equipaggiate con due moduli Sylver A50 per il lancio anche di missili antiaerei Aster 30 (come le FREMM italiane) al posto dei precedenti Sylver A43 che consentono il lancio dei soli Aster 15 (gli altri due moduli rimangono i Sylver 70 per l'impiego dei cruise Scalp Naval), mentre le FREMM DA hanno tutti e quattro i moduli di lancio tipo Sylver A50 per Aster 30, oltre ad una versione potenziata del radar principale Heracles e del CMS (sistema di gestione del combattimento).
| N°   | Nome      | Versione | Impostata         | Varata            | Acquisita        | Entrata in servizio | Porto base |
| ---- | --------- | -------- | ----------------- | ----------------- | ---------------- | ------------------- | ---------- |
| D650 | Aquitaine | ASM      | 16 marzo 2007     | 4 maggio 2010     | 23 novembre 2012 | 2 dicembre 2015     | Brest      |
| D651 | Normandie | ASM      | 2014              | 1 febbraio 2018   | 16 luglio 2019   | 3 giugno 2020       | Brest      |
| D652 | Provence  | ASM      | 15 dicembre 2010  | 18 settembre 2013 | 12 giugno 2015,  | giugno 2016         | Brest      |
| D653 | Languedoc | ASM      | 30 novembre 2011  | 12 luglio 2014    | 16 marzo 2016    | 4 luglio 2017       | Tolone     |
| D654 | Auvergne  | ASM      | agosto 2012       | 2 settembre 2015  | 11 aprile 2017   | 14 febbraio 2018    | Tolone     |
| D655 | Bretagne  | ASM      | 4º trimestre 2013 | 16 settembre 2016 | 18 luglio 2018   | 20 febbraio 2019    | Brest      |
| D656 | Alsace    | FREMM DA | giugno 2016       | 18 aprile 2019    | 16 aprile 2021   | 22 novembre 2021    | Tolone     |
| D657 | Lorraine  | FREMM DA | maggio 2019       | 13 novembre 2020  | 16 novembre 2022 | 13 novembre 2023    | Tolone     |

### Egitto
Al-Quwwāt al-Baḥriyya al-Miṣriyya
1. Tahya Misr (FFG-1001) (versione antisom), venduta dalla Francia all'Egitto 2015, ex Normandie (D 651)[57][58]
2. Al-Galala (FFG-1002) (versione multiruolo), venduta dall'Italia all'Egitto nel 2020, ex Spartaco Schergat (F 598)
3. Bernees (FFG-1003) (versione multiruolo), venduta dall'Italia all'Egitto nel 2020, ex Emilio Bianchi (F 589)

| Distintivo ottico | Nome       | Versione   | Impostazione     | Varo            | Consegna         | Entrata in servizio | Cantiere navale      | Base        |
| ----------------- | ---------- | ---------- | ---------------- | --------------- | ---------------- | ------------------- | -------------------- | ----------- |
| 1001              | Tahya Misr | ASW        | 8 ottobre 2009   | 18 ottobre 2012 | 23 giugno 2015   | 17 marzo 2016       | DCNS Lorient         | Alessandria |
| 1002              | Al-Galala  | Multiruolo | 21 dicembre 2015 | 26 gennaio 2019 | 23 dicembre 2020 | 30 dicembre 2020    | Fincantieri Muggiano | Alessandria |
| 1003              | Bernees    | Multiruolo | 21 gennaio 2018  | 25 gennaio 2020 | 10 aprile 2021   | /                   | Fincantieri Muggiano | Alessandria |

### Marocco
Marine royale
1. Mohammed VI (F 701) (versione antisom), consegnata dalla Francia al Marocco nel 2014.

| Distintivo ottico | Nome        | Versione | Impostazione | Varo              | Entrata in servizio | Cantiere navale | Base           |
| ----------------- | ----------- | -------- | ------------ | ----------------- | ------------------- | --------------- | -------------- |
| 701               | Mohammed VI | ASW      | 2008         | 14 settembre 2011 | 30 gennaio 2014     | DCNS Lorient    | Ksar es-Seghir |

### Indonesia
Tentara Nasional Indonesia Angkatan Laut
6 unità FREMM (versione italiana) in ordine

## Galleria d'immagini

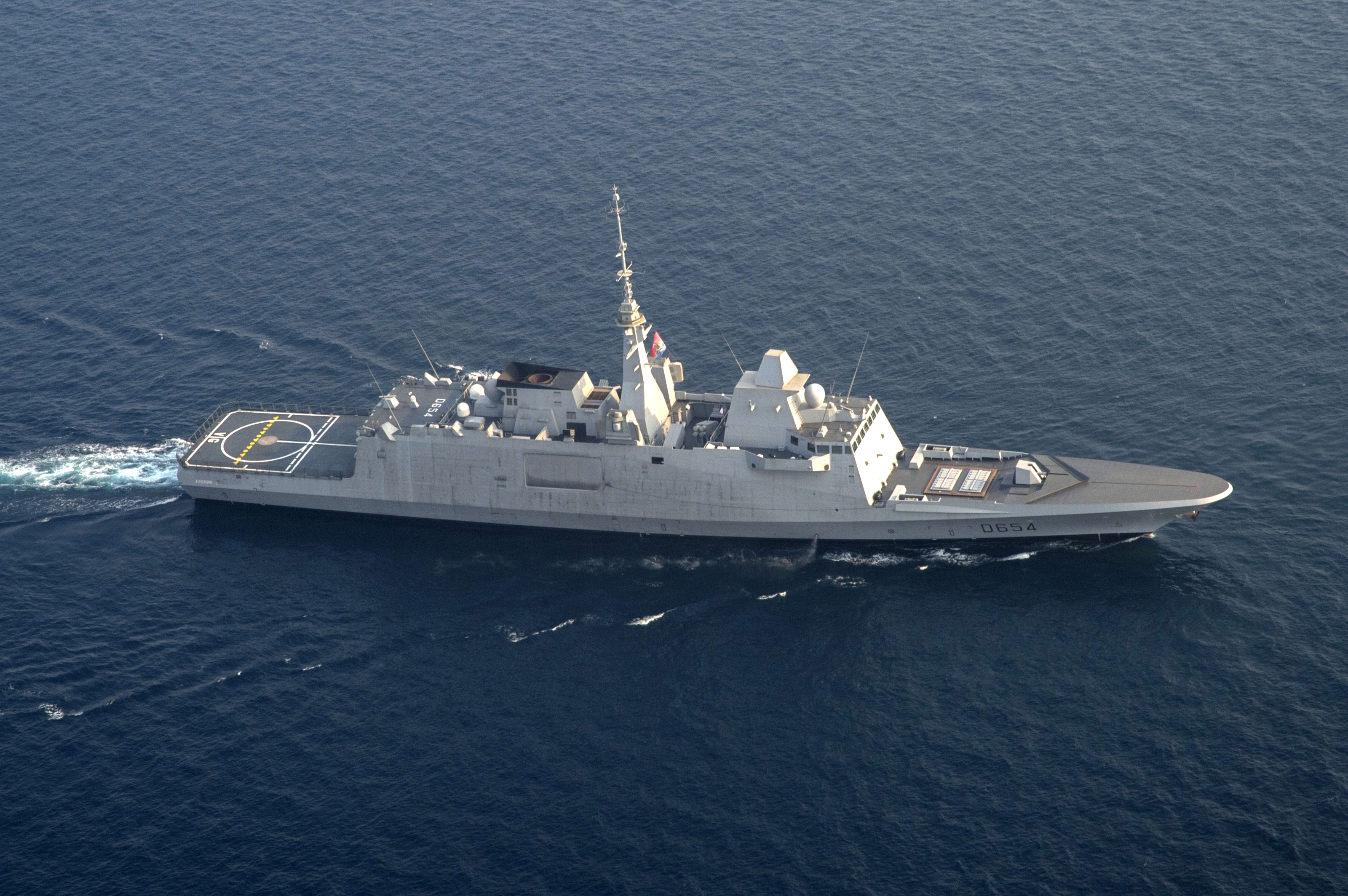
Auvergne
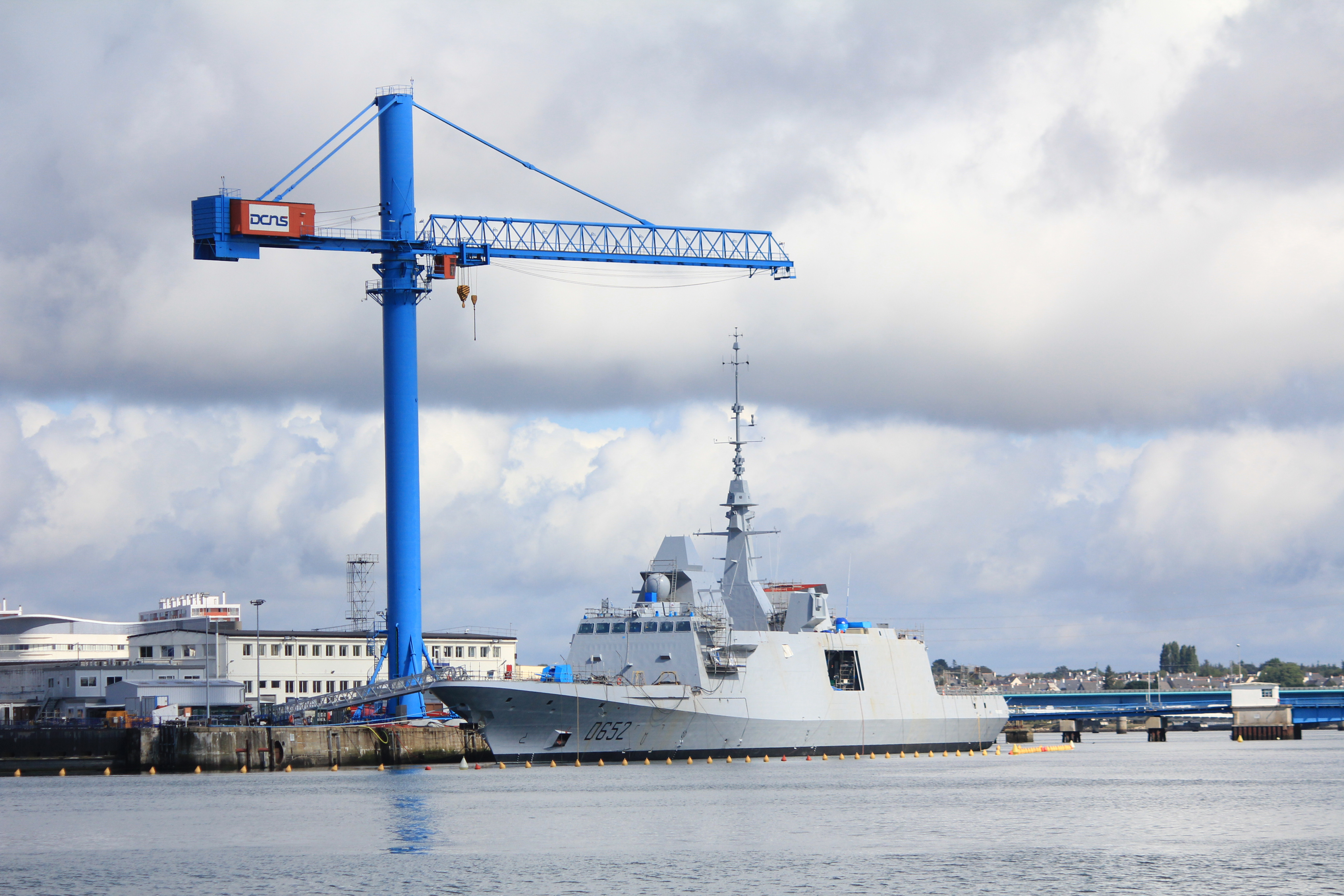
Provence

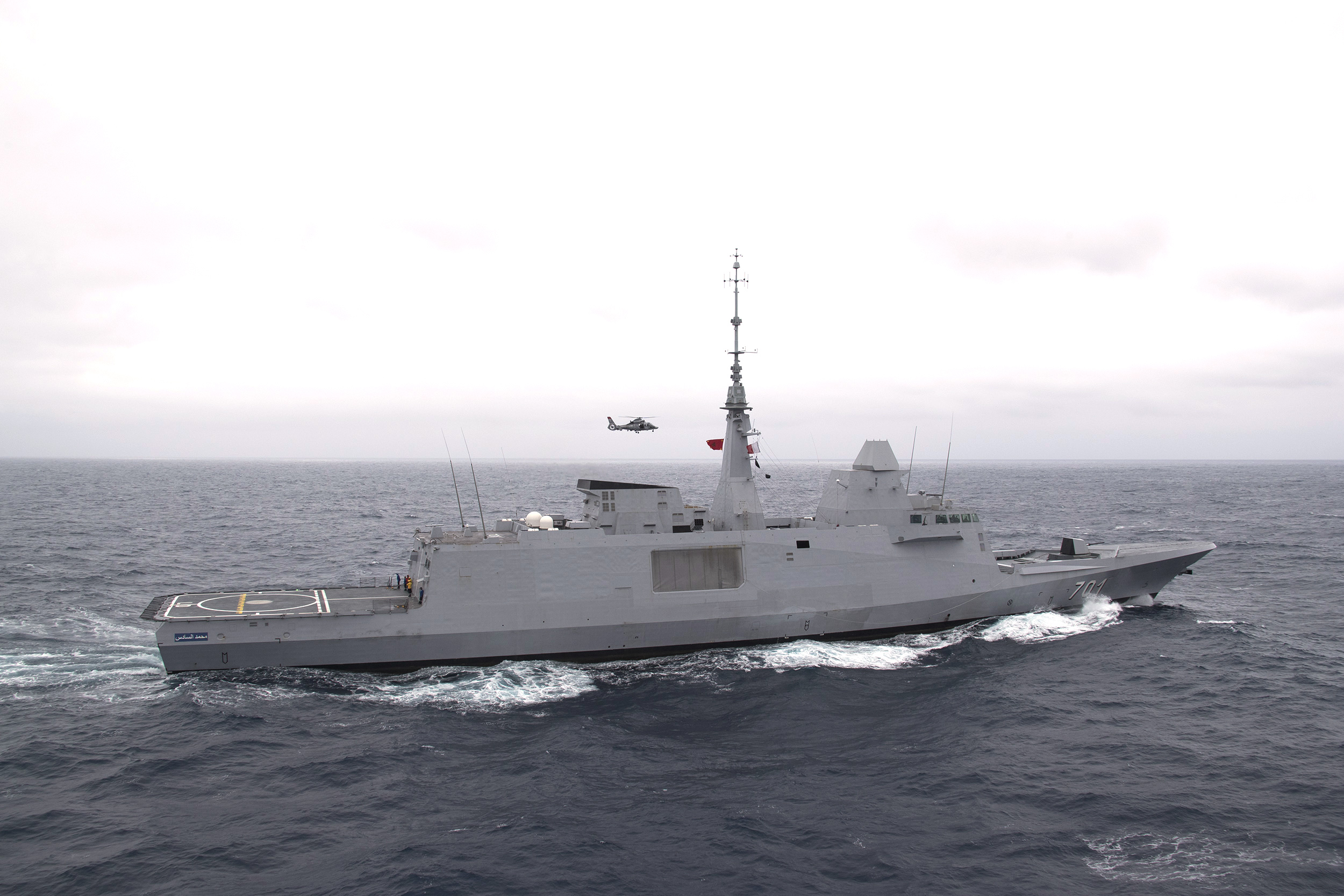
Mohammed VI

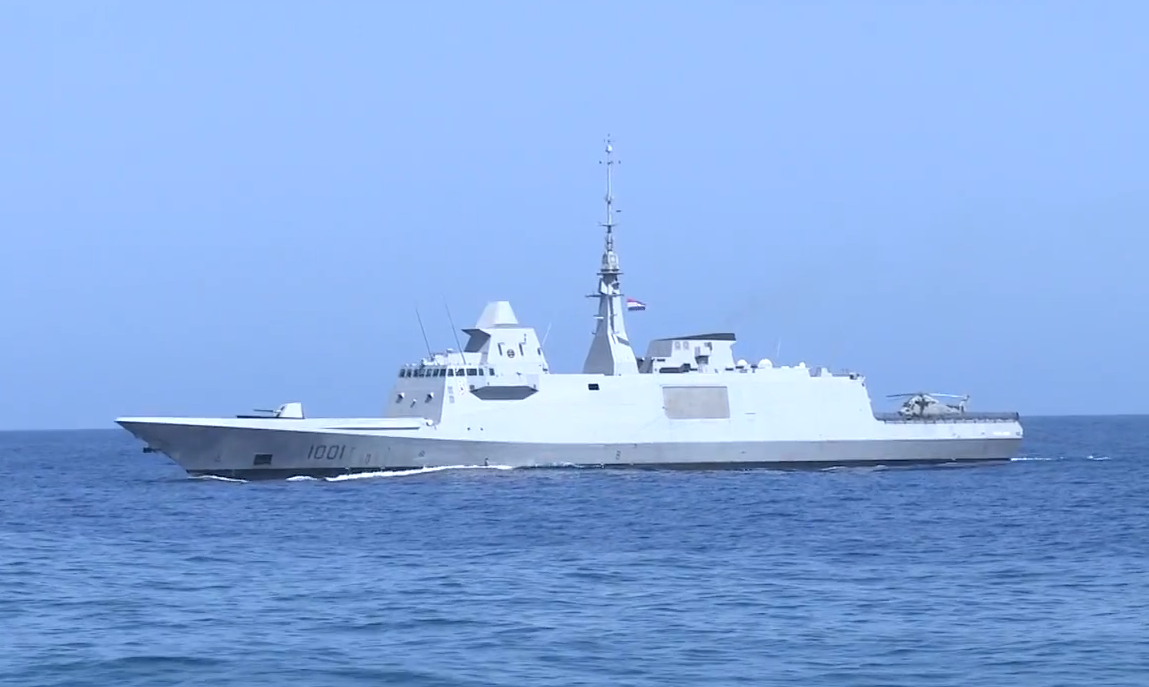
Tahya Misr
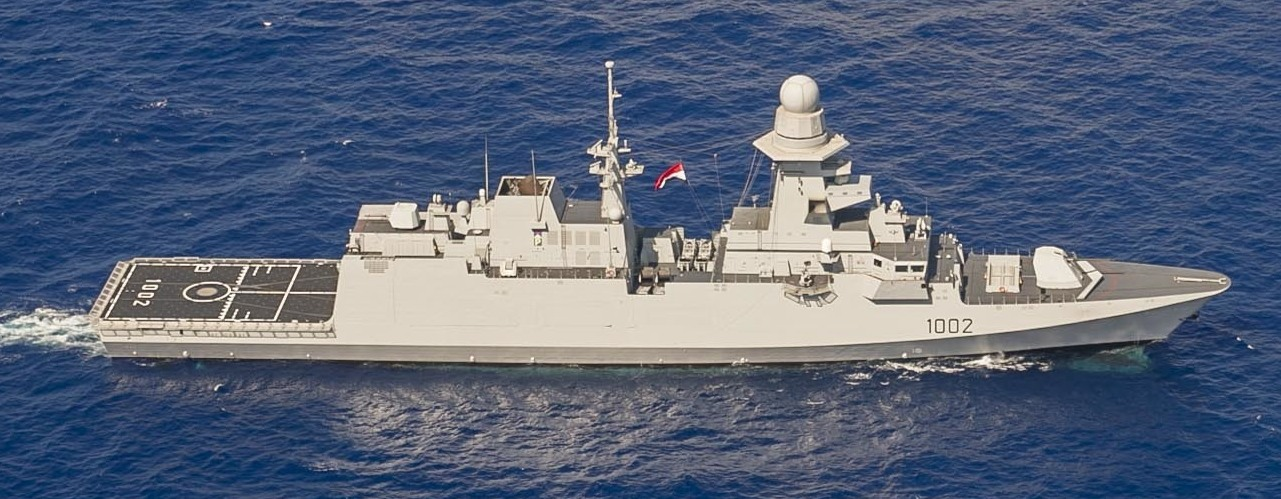
Al-Galala

Italia

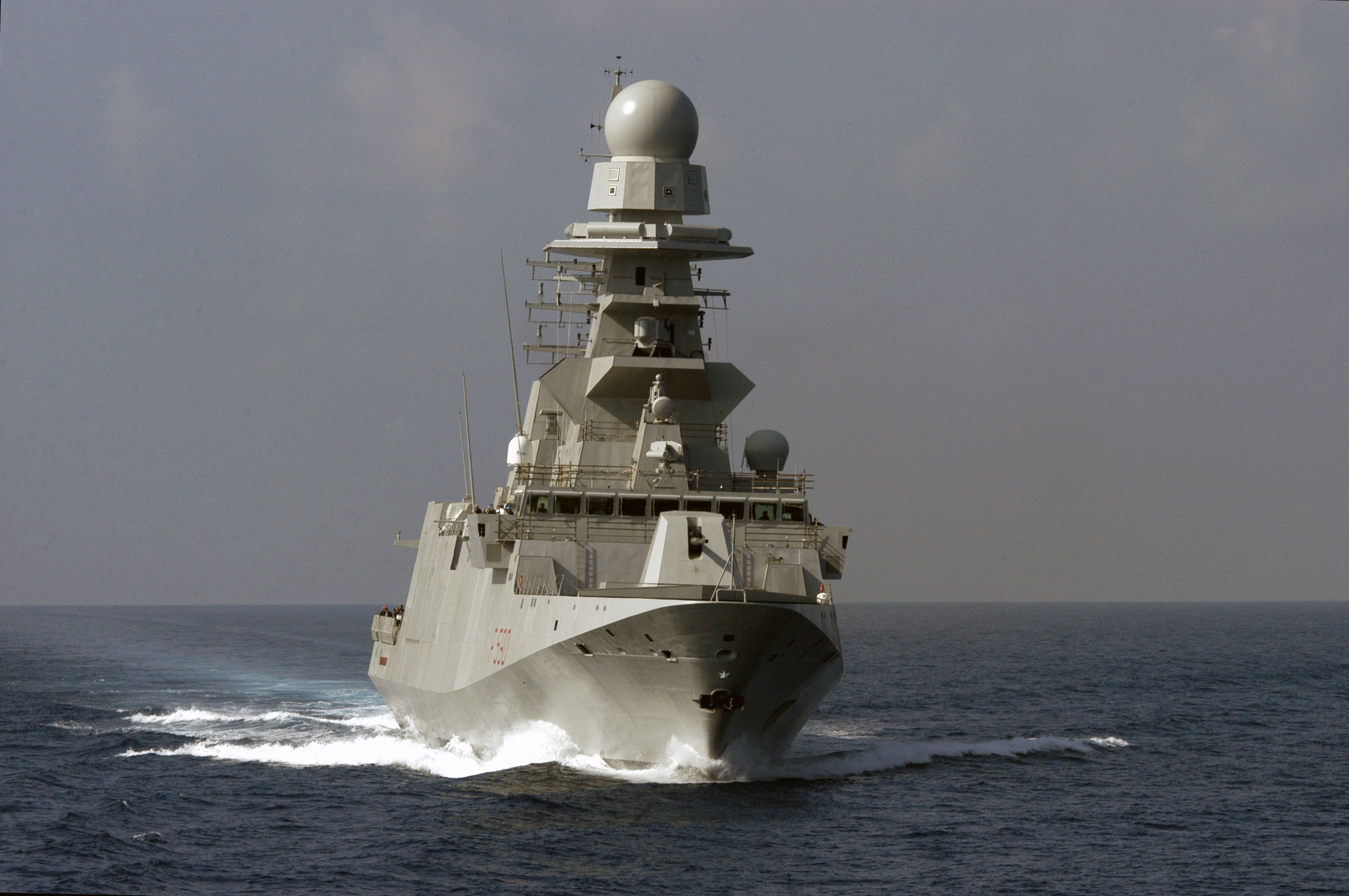
Carlo Bergamini
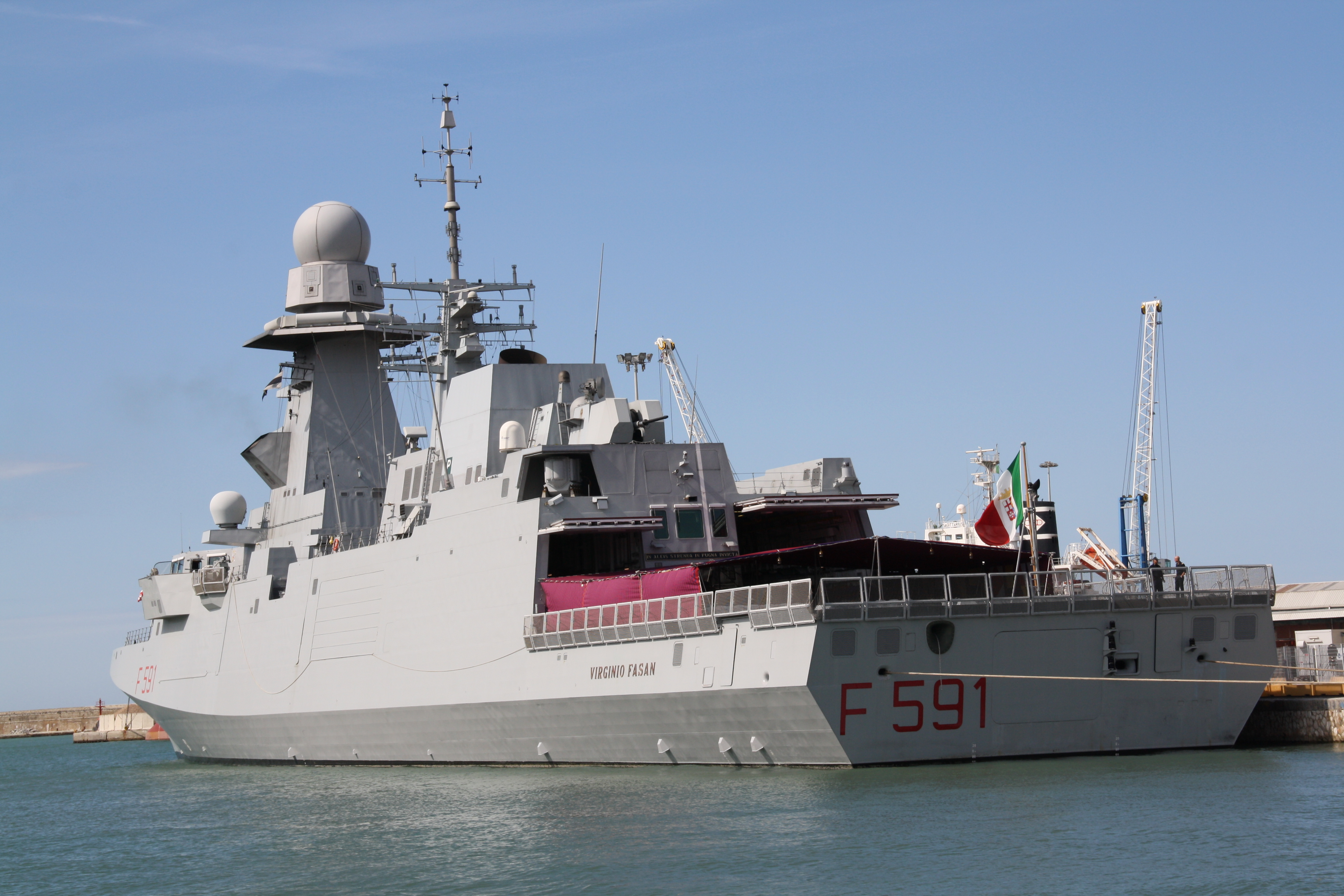
Virginio Fasan.
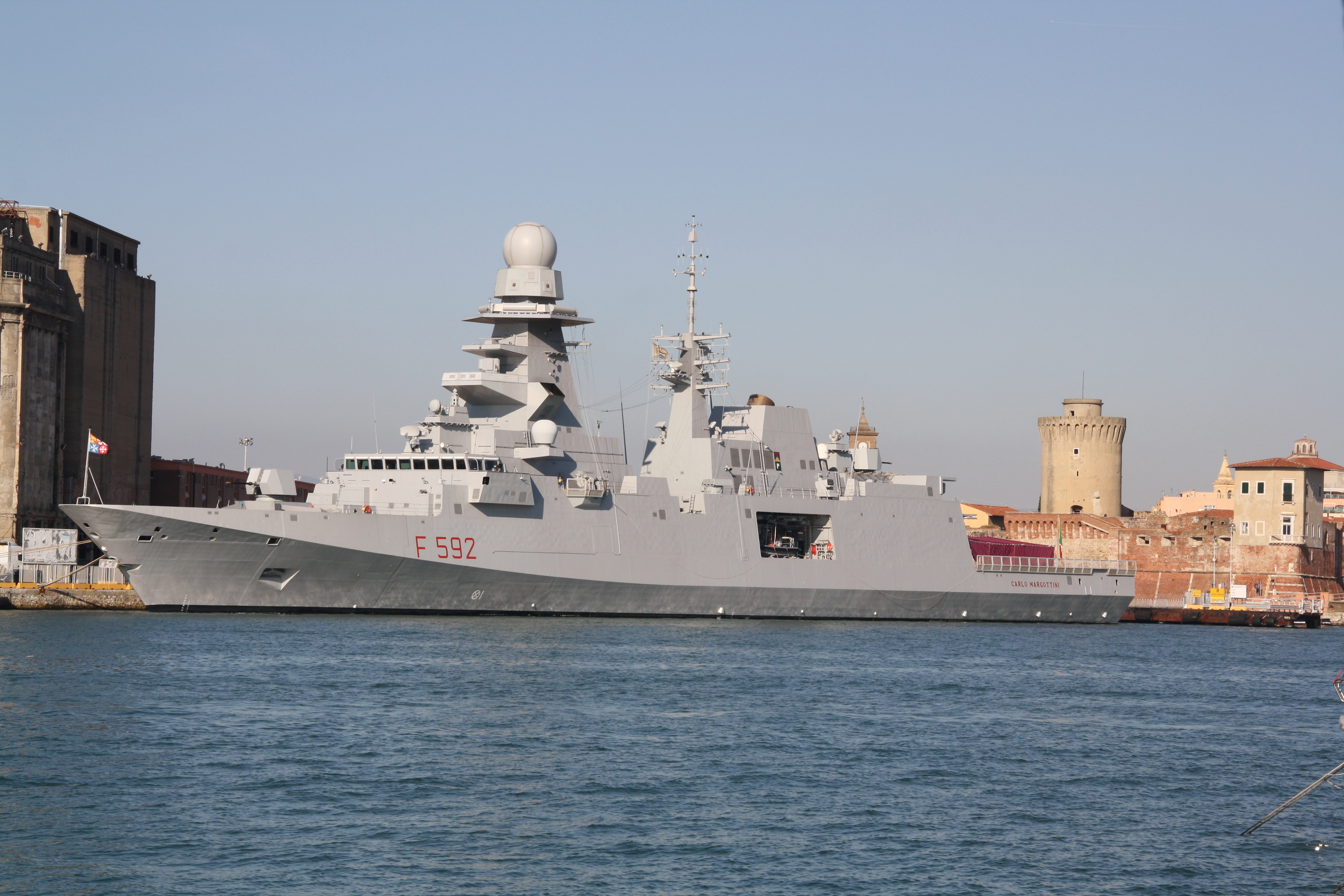
Carlo Margottini.
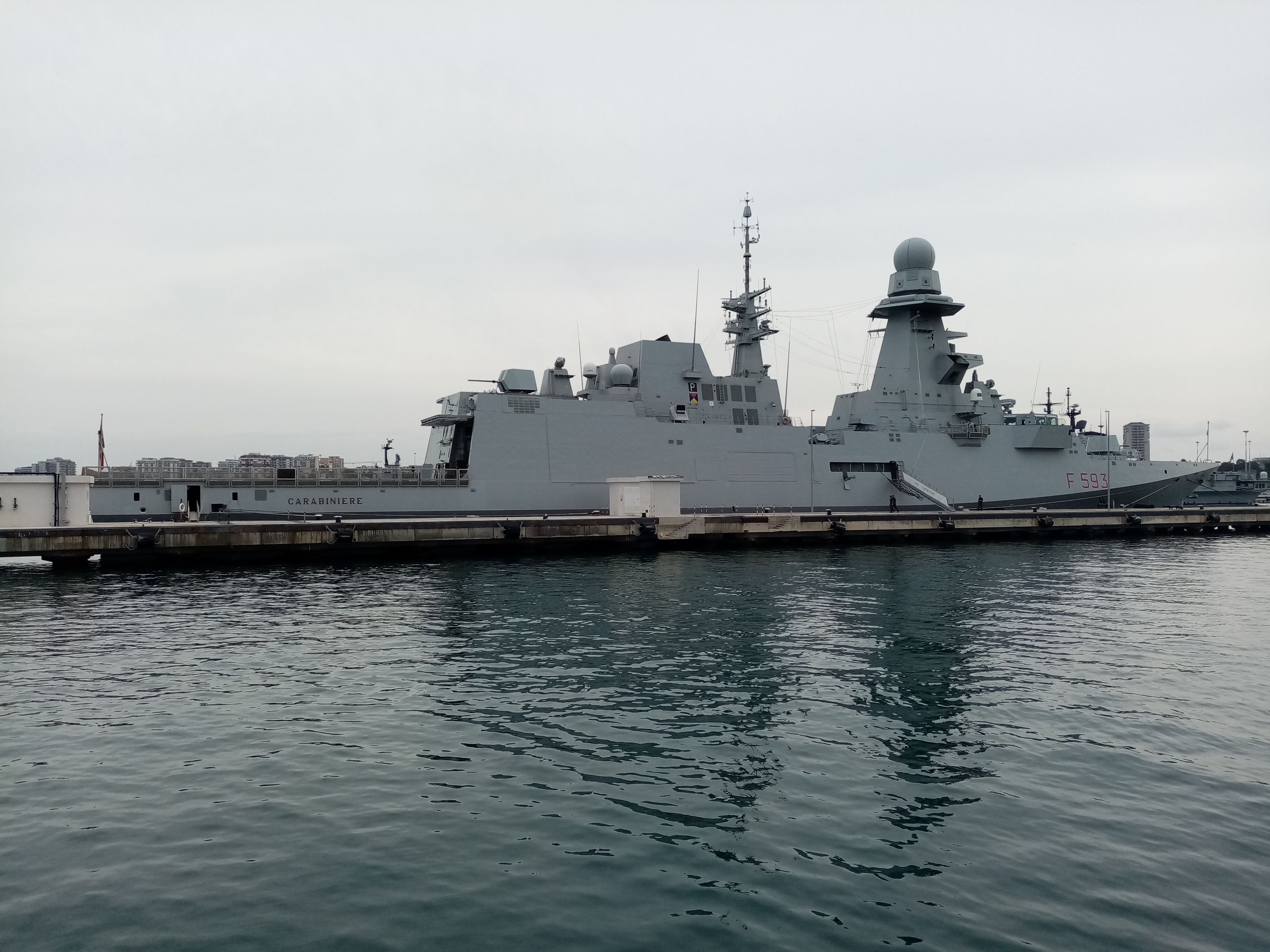
Carabiniere
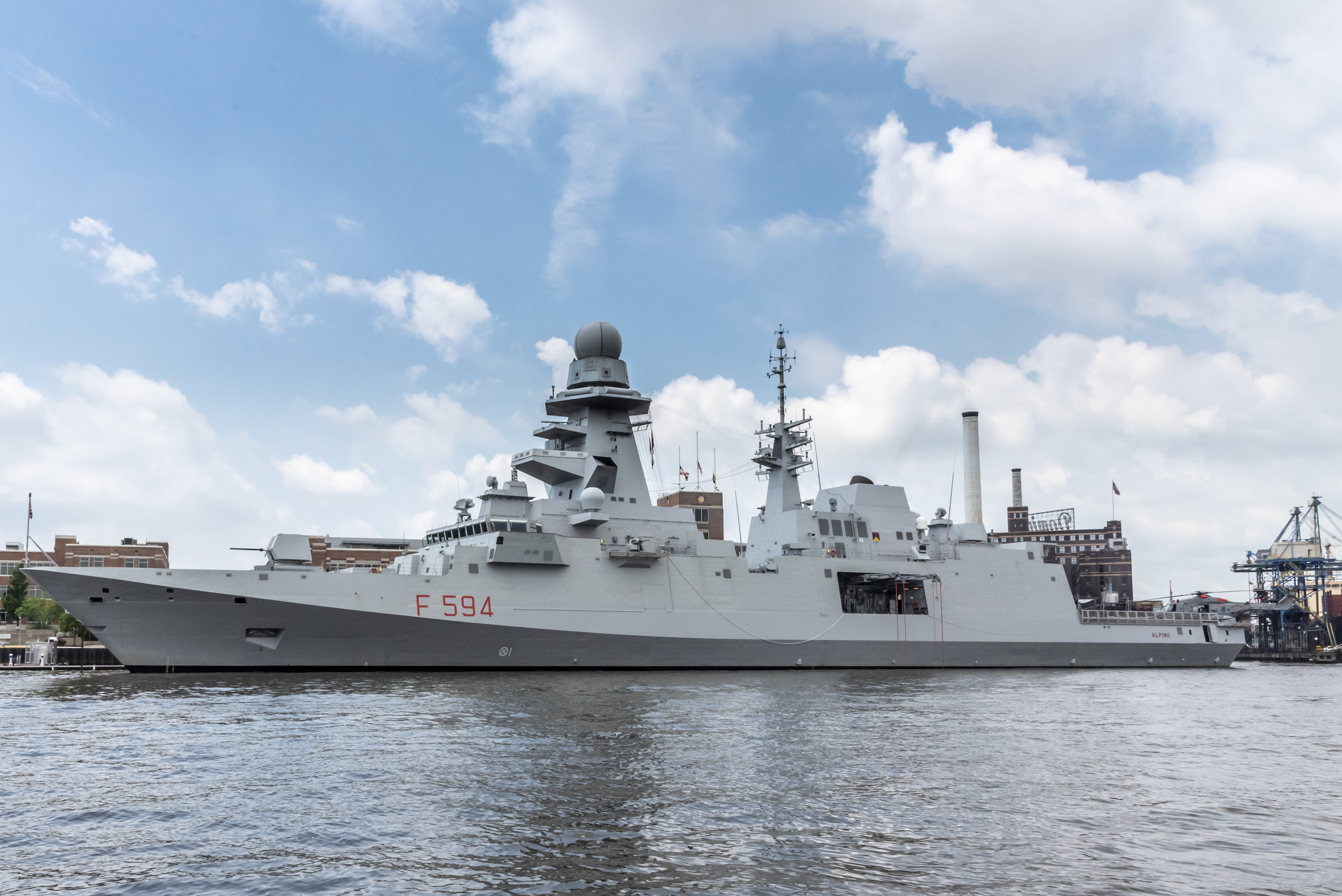
Alpino
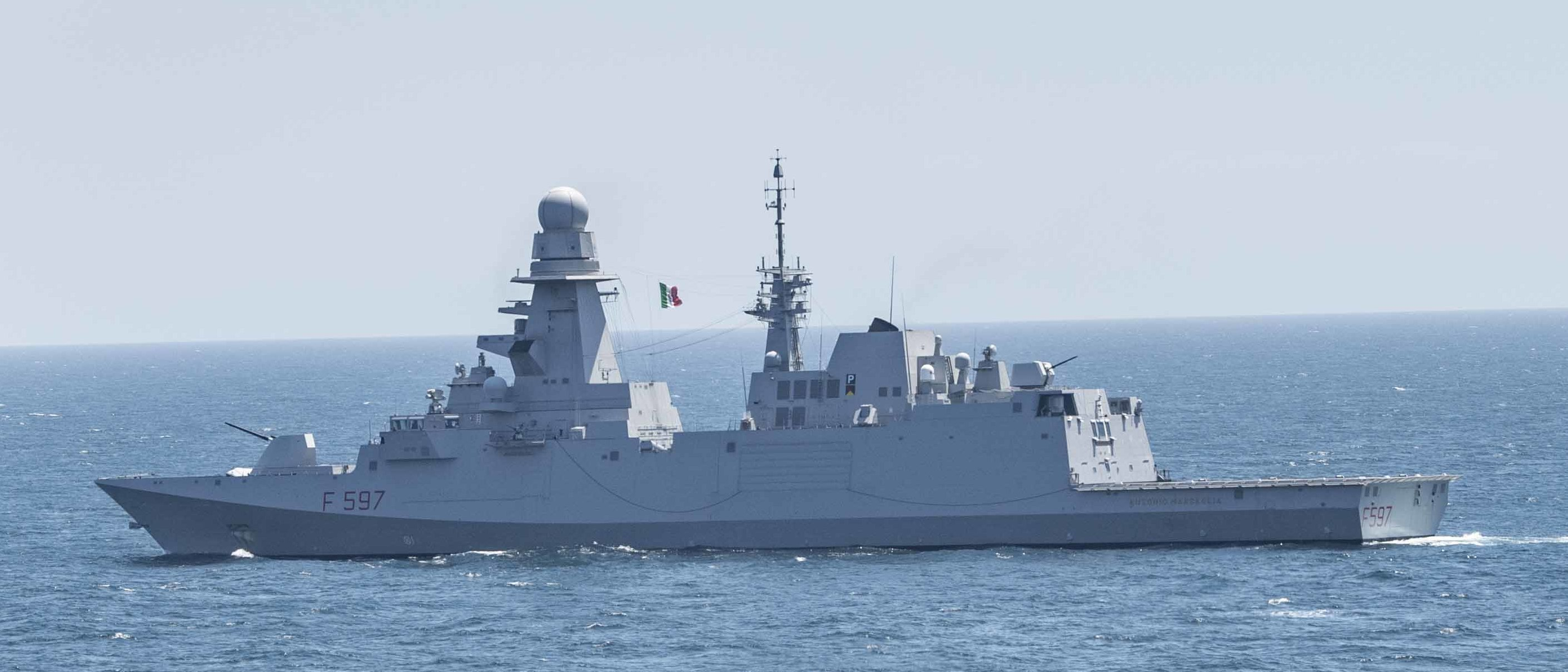
Marceglia

Francia
- Auvergne
- Provence

Marocco
- Mohammed VI

Egitto
- Tahya Misr
- Al-Galala

### Libri
- Alessandro Marrone e Michele Nones, Gli elicotteri duali nel campo della sicurezza e difesa, Milano, Nuova Cultura, 2014, ISBN 8868124017.
- Alessandro Marrone e Michele Nones, La trasformazione delle forze armate: il programma Forza NEC, Milano, Nuova Cultura, 2011, ISBN 8861347509.
- C. Bonaiuti e A. Lodovisi, L'industria militare e la difesa europea. Rischi e prospettive, Milano, Jaca Book, 2008, ISBN 8816408278.
- Fouad Sabry, Tecnologia Invisibile, Ebook, Un Miliardo Di Ben Informato, 2022, ISBN 6610000415540.

### Riviste
- Massimo Annati, In variante ibrida le 2 ultime FREMM per la Marina Militare che rimpiazzeranno BIANCHI e SCHERGAT, in RID, n. 8/22, Rivista Italiana Difesa, 2022.
- Eugenio Po, Una FREMM 2.0 per la Marina Militare, in RID, n. 4/23, Rivista Italiana Difesa, 2023.
- Pietro Batacchi, Varata la fregata SPARTACO SCHERGAT, tipo FREMM ASW Enhanced, in RID, n. 1/24, Rivista Italiana Difesa, 2024.
- Pietro Batacchi, FREMM EVO con CAMM ER?, in RID, n. 5/24, Rivista Italiana Difesa, 2024.
- Les Fremm, l'ossature des forces de surface du XXIe siècle, in Marines & Forces navales, n. 117, Marines Éditions, 2008.
- Fremm, la supériorité navale, in Marines & Forces navales, n. 129, Marines Éditions, 2010.
- Fremm, la frégate à la française, in Marines & Forces navales, n. 143, Marines Éditions, 2013.
- Fremm italiennes, les fausses jumelles, in Marines & Forces navales, n. 144, Marines Éditions, 2013.
- A bord de la Fremm : Normandie, in Marines & Forces navales, n. 152, Marines Éditions, 2014.